# Punta Regreso
Punta Regreso är en udde i Antarktis. Den ligger i Västantarktis. Argentina, Chile och Storbritannien gör anspråk på området.
Terrängen inåt land är huvudsakligen kuperad, men åt nordväst är den bergig. Havet är nära Punta Regresoåt nordväst. Trakten är obefolkad. Det finns inga samhällen i närheten.